# سیدنی فرانکلین
سیدنی فرانکلین (انگلیسی: Sidney Franklin؛ ۲۰ مه ۱۸۷۰ – ۱۸ مارس ۱۹۳۱) بازیگر بود.
از فیلم‌هایی که وی در آن‌ها نقش داشته‌است، می‌توان به سه تفنگدار و بسیار شیک‌پوش اشاره نمود.